# Copidosoma rarum
Copidosoma rarum är en stekelart som beskrevs av Kazmi och Hayat 1998. Copidosoma rarum ingår i släktet Copidosoma och familjen sköldlussteklar. Inga underarter finns listade i Catalogue of Life.